# 柴山廣
柴山 廣（しばやま ひろし、1919年12月15日 - ）は、日本の電気工学者。大阪工業大学名誉教授。元電気工学教室担当。工学博士（京都大学）。電気学会関西支部元評議員。
専門は、電気工学・電力工学（電動機含む）・パルス工学、非線形理論。

## 略歴
京都府出身。1942年京都大学工学部電気工学科を卒業。三菱電機研究所（現：先端技術総合研究所）に技師として入社。1946年京都市立第一工業学校教諭などを経て、1950年大阪工業大学工学部電気工学科に着任し、電気工学教室を担当。その後、1957年に助教授、1962年に電気工学科教授。1962年工学博士（京都大学）。1975年大阪工業大学図書館長。1992年大阪工業大学名誉教授。
大阪工業大学工学部電気工学科にて約40年の長きに渡り教鞭を執り、初代学長の野田清一郎と共に1949年新制大学の開学初期の電気工学・電力工学（のちのパワーエレクトロニクス）研究の育成および1965年大学院工学研究科修士課程電気工学専攻の開設に貢献した。その功績を讃えて、同大学より「柴山奨学金」が開設されている。
主な所属学会は、電気学会、IEEE、電子通信学会など。

## 主な研究
- 周期的外力を加えた自励振動系に発生する概周期振動 - 京都大学工学部電気工学教室の林千博・上田睆亮との共同研究[10]
- 周波数引込現象に伴う自励振動周波数の変化 - 非線形理論に関する研究
- 柴山廣「周波数引込により発生する分数調波振動」『大阪工業大学紀要. 理工篇 Memoirs of the Osaka Institute of Technology. Series A, Science & technology』第8巻第2号、大阪工業大学、1962年11月、210-225頁、ISSN 03750191、CRID 1520009410178283264。
- 柴山廣「三値シュミット回路の解析」『大阪工業大学紀要. 理工篇 Memoirs of the Osaka Institute of Technology. Series A, Science & technology』第17巻第3号、大阪工業大学、1973年7月、115-124頁、ISSN 03750191、CRID 1520009410184553728。：電気回路・電力工学（インバータ・コンパレータ関連）の研究
- 柴山廣「パルス・モータ（電動機）駆動ポテンショメータとその応用」『大阪工業大学紀要. 理工篇 Memoirs of the Osaka Institute of Technology. Series A, Science & technology』第10巻第1号、大阪工業大学、1965年6月、21-29頁、ISSN 03750191、CRID 1520290885150907264。：電力工学・パワーエレクトロニクス関連の研究